# Алекс Борштейн
Александреа (А́лекс) Борштейн (англ. Alexandrea (Alex) Borstein; нар. 1971, Гайленд-Парк) — американська акторка кіно, телебачення та озвучування, сценаристка і продюсерка.

## Біографія
Александреа Борштейн народилася 15 лютого 1971 року в Гайленд-Парку, штат Іллінойс, США в родині лікарів-психіатрів Джуді та Ірва Борштейнів. Її батько родом з Атланти, був вихований в ортодоксальних традиціях. Її матір народилася у Будапешті, пережила Голокост і переїхала до США після Угорської революції.
У 1980 році Алекс з сім'єю переїхала до Лос-Анджелеса, закінчила Університет штату у Сан-Франциско за спеціальністю риторика. Має двох старших братів. За національністю — єврейка. З 1999 по 2017 рік була у шлюбі з актором Джексоном Дугласом. Від цього шлюбу має двох дітей — син Барнабі Борштейн-Дуглас (нар. 08.09.2008) і дочка Генрієта Борштейн-Дуглас (нар. 01.10.2012).
У 2017 році почала зніматися в серіалі «Дивовижна місіс Мейзел», у якому виконала роль Сюзі Маєрсон, менеджерки головної героїні. За цю роль у 2018 році отримала премію «Еммі» як найкраща акторка другого плану в комедійному телесеріалі.

## Вибрана фільмографія

### Актриса
- 1993—1994 — Могутні Рейнджери Майті Морфіна / Mighty Morphin Power Rangers — різні ролі (у чотирьох епізодах)
- 1996 — Бітлборги / Big Bad Beetleborgs — «Котокігті» (в одному епізоді)
- 1996 — Могутні рейнджери: Зео / Power Rangers Zeo — Королева Мачіна (у п'яти епізодах)
- 1997—2009 — Божевільне телебачення / Mad TV — міс Лебідь та інші (у ста 24 епізодах)
- 1999 — наш  час — Гріфіни / Family Guy — Лоіс Гріфін, Тріша Таканава та ін. (У 263 епізодах)
- 2000, 2002, 2003, 2005 — Дівчата Гілмор / Gilmore Girls — різні ролі (у восьми епізодах)
- 2002 — Тітус / Titus[en] — Нікі
- 2002 — Поганий хлопець / Dawg[en] — Дарсі Смітс
- 2002 — Шоу починається / Showtime — директорка з кастингу
- 2002—2003 — / 3 South — Беккі (у трьох епізодах)
- 2003 — Фрейзер / Frasier — Евелін (в одному епізоді)
- 2003 — Друзі / Friends — жінка на сцені (в одному епізоді)
- 2003 — Кіно про Ліззі Макгвайр / The Lizzie McGuire Movie — міс Ангермеєр, учителька
- 2003 — Поганий Санта / Bad Santa — мама дитини з Мілвокі
- 2004 — Ліцензія на зраду / Seeing Other People — Трейсі
- 2004 — Жінка-кішка / Catwoman — Саллі
- 2004 — Тато Біллі — пакувальник солодощів / Billy's Dad Is a Fudge-Packer — Бетті Гендерсон
- 2005 — Бий і кричи / Kicking & Screaming[en] — неприємна жінка в Хаммері (у титрах не вказана)
- 2005 — Стьюї Гріфін: Нерозказана історія / Stewie Griffin: The Untold Story — Лоіс Гріффін, Тріша Таканава, Кондоліза Райс та ін.
- 2005 — Добраніч, та нехай щастить / Good Night, and Good Luck — Наталі
- 2005—2009 — Робоцип / Robot Chicken — Жінка-кішка та інші (у 7 епізодах)
- 2006 — Мультреаліті / Drawn Together — Лоіс Гріфін та ін. (у двох епізодах)
- 2006 — Американський тато! / American Dad!  — доктор Гупта (в одному епізоді)
- 2006 — Пустун / Little Man — Джанет Селленс
- 2007 — На сторожі / The Lookout — місіс Лендж
- 2007 — Домашні коти / Slacker Cats — Латоя (у двох епізодах)
- 2008—2009 — Кавалькада мультиплікаційних комедій Сета Макфарлейна / Seth MacFarlane's Cavalcade of Cartoon Comedy — різні ролі (у трьох епізодах)
- 2009 — Глен Мартін / Glenn Martin, DDS — клерк (у одному епізоді)
- 2009—2013 — Шоу Клівленда / The Cleveland Show — місіс Ловенштейн, Лоіс Гріфін та ін. (у 16 епізодах)
- 2010 — Кілери / Killers — Лілі Бейлі
- 2010 — Вечеря з придурками / Dinner for Schmucks — рудоволоса жінка (в титрах не вказана)
- 2011, 2013 — наш час — Безсоромні / Shameless — Лу Декнер (у п'яти епізодах)
- 2012 — Красуні в Клівленді / Hot in Cleveland — Преші (в одному епізоді)
- 2012 — Балерини / Bunheads — повія (в одному епізоді, в титрах не вказана)
- 2012 — Третій зайвий / Ted — Гелен Беннет
- 2012, 2014 — Трудоголіки /Workaholics — Колін Вокер (у двох епізодах)
- 2012 — Паранорман / ParaNorman — місіс Геншер
- 2013 — наш час — Старість — не радість / Getting On — Дон Форчет (у 18 епізодах)
- 2014 — Мільйон способів втратити голову / A Million Ways to Die in the West — Міллі
- 2015 — Життя в деталях / Life in Pieces — Лінет (в одному епізоді)
- 2015 — Любить Куперів / Love the Coopers — Енджі
- 2015 — Майстри сексу / Masters of Sex — Лорета (в одному епізоді)
- 2016 — Прикордонне містечко / Bordertown — Дженіс і Беккі Бакуолд
- 2017 — Дивовижна місіс Мейзел / The Marvelous Mrs. Maisel — Сюзі Маєрсон, менеджерка Мідж Мейзел
- 2022 — Поганці / The Bad Guys — Мері Резалс

### Сценарист
- 1995 — Пінкі та Брейн / Pinky and the Brain (кілька епізодів)
- 1996 — Каспер, який живе під дахом / The Spooktacular New Adventures of Casper (кілька епізодів)
- 1997—2002 — Божевільне телебачення / Mad TV (125 епізодів)
- 1998 — Ферма монстра / Monster Farm (кілька епізодів)
- 1998 — Істерика! / Histeria! (два епізоди)
- 1999—2007 — Гріфіни / Family Guy (45 епізодів)
- 2005 — Стьюї Гріфін: Нерозказана історія / Stewie Griffin: The Untold Story (ко-сценаристка)
- 2011-2013 — Безсоромні / Shameless (п'ять епізодів)

### Продюсер
- 2005 — Стьюї Гріфін: Нерозказана історія / Stewie Griffin: The Untold Story (ко-продюсерка)
- 2005—2008 — Гріфіни / Family Guy (59 епізодів)
- 2011-2013 — Безсоромні / Shameless (35 епізодів)

### Відеоігри
- 2006 — Family Guy Video Game! — Лоіс Гріфін